# Jesús (València)
Jesús és el nom que rep el districte número 9 de la ciutat de València (País Valencià). Limita al nord amb Extramurs, a l'est amb Quatre Carreres, al sud amb Pobles del Sud i a l'oest amb Patraix.
Està compost per cinc barris: 
- La Raïosa
- L'Hort de Senabre
- La Creu Coberta
- Sant Marcel·lí
- Camí Real

La seua població censada el 2009 era de 54.330 habitants segons l'Ajuntament de València.
Deu el seu nom al Convent de Jesús, situat en el límit del barri veí de Patraix.